# Єдина автоматизована система зв'язку
Єдина автоматизована система зв'язку — комплекс загальнодержавних і відомчих систем зв'язку, що будувався в СРСР, технічні засоби яких утворюють вторинні мережі на базі типових каналів передачі і мережевих трактів первинної мережі, які забезпечують задоволення потреб підприємств, організацій, закладів і населення держави в електрозв'язку.

## Історія
Єдина автоматизована система зв'язку створювалася з середини 1960-х рр. як єдина мережа вузлів, станцій і ліній зв'язку для передачі різної інформації споживачам на території СРСР. Включала лінії, мережеві станції і вузли зв'язку, призначені для виділення і перерозподілу потоків інформації. Здійснювала телефонний зв'язок, передачу телеграм і повідомлень, фототелеграм, зображень газетних смуг, цифрової інформації для ЕОМ, передачу радіо- і телепрограм, а також передачу сигналів телеметрії і телекерування між об'єктами автоматизованих комплексів.